# Слепень большой
Слепень большой (лат. Tabanus autumnalis) — вид слепней.

## Описание
Длина тела имаго от 16 до 22 мм. Глаза без полосок, не покрыты волосками. Усики чёрные. Тергиты брюшка с тремя рядами серых пятен на чёрном фоне. Пятна среднего ряда треугольные, боковые — ромбические. Длина личинок до 43 мм, масса до 700 мг.

## Биология
Доказана способность переносить туляремию и сибирскую язву. Самки откладывают яйца на прибрежные растения камыш и сусак. Личинки развиваются по песчаным берегам медленнотекущих рек и пойменных озёр выше уреза воды. Иногда их даже встречают на солончаках. Личинки хищники и сапрофаги, их развитие длится от 1,5 до 3 лет.

## Распространение
Вид встречается в Европе, на север до 60° северной широты, Северной Африке, Кавказе, Передней Азии, Казахстане, Туркмении, Узбекистане, Таджикистане, Афганистане, юге Западной Сибири.

## Классификация
Выделяют два подвида. Один из них Tabanus autumnalis autumnalis Linnaeus, 1761 встречается в Европе и Западной Сибири, второй вид Tabanus autumnalis brunescens Szilady, 1914 обитает на юге Европы, Северной Африке, Передней и Средней Азии.

## Кариотип
В диплоидном наборе семь пар хромосом.